# ساب راک
ساب راک (Sob Rock) هشتمین آلبوم استودیویی جان میر خواننده و آهنگساز آمریکایی است که در ۱۶ ژوئیه ۲۰۲۱ توسط کلمبیا رکوردز منتشر شد. تک آهنگ New Light که در می ۲۰۱۸ منتشر شد، و همچنین دو تک آهنگ میر از سال ۲۰۱۹، "I Guess I Just Feel Like" و "Carry Me Away" در آلبوم گنجانده شده‌است. تک‌آهنگ اصلی " Last Train Home " در ۴ ژوئن ۲۰۲۱ منتشر شد و دارای آواز مهمان از Maren Morris است. میر از آگوست تا اکتبر ۲۰۲۱ با Dead & Company در ایالات متحده تور برگزار کرد و در سال ۲۰۲۲ یک تور انفرادی را برای اجرای زنده آلبوم آغاز کرد.

## زمینه
میر بیان کرده‌است که این آلبوم عمدتاً در اثر همه‌گیری COVID-19 متولد شده‌است، و بیشتر آهنگ‌های آلبوم مربوط به زمان پس از مارس ۲۰۲۰ است که تور برای بسیاری از هنرمندان تعطیل شد. هدف میر کار بر روی یک آلبوم ۱۰ آهنگی بود که ادای احترام به آهنگ‌هایی بود که در دوران کودکی خود در دهه ۸۰ می‌شنید.
میر همچنین تصمیم گرفت که سه تک آهنگ قبلی او نیز در هنگام انتشار در آلبوم باشد. این تک‌آهنگ‌ها (“I guess I just feel like” “Carry Me Away” و “New Light”) همگی از اواسط سال ۲۰۱۸ تا اواخر سال ۲۰۱۹ منتشر شده بودند و در ابتدا قرار نبود در یک آلبوم قرار بگیرند.
در ابتدا، میر ادعا کرد که این آلبوم قرار است در اواسط آوریل ۲۰۲۱ منتشر شود. با این حال او بعداً از به تأخیر افتادن آلبوم تا ۱۶ جولای خبر داد. بین اواخر سال ۲۰۱۷ و اوایل سال ۲۰۲۱ ضبط شده‌است. میر "Last Train Home" را به عنوان یک تک آهنگ در ۴ ژوئن ۲۰۲۱ منتشر کرد. قبل از آن، کلیپ‌هایی از آهنگ در اواخر مارس ۲۰۲۱ در حساب TikTok میر منتشر شد. همچنین اعلام شد که این آلبوم قرار است با فرمت‌های فیزیکی و نسخه‌های مختلف وینیل و کاست منتشر شود.
Sob Rock عموماً نقدهای مثبتی از منتقدان موسیقی دریافت کرد. این آلبوم بر اساس ۹ نقد میانگین امتیاز ۷۰ را دارد که نشان دهنده استقبال «به‌طور کلی مطلوب» است.
این آلبوم توسط خوانندگان Guitar World ' عنوان بهترین آلبوم گیتار سال ۲۰۲۱ انتخاب شد.